# Enzo Gambaro
Enzo Gambaro (Genova, 23 febbraio 1966) è un allenatore di calcio ed ex calciatore italiano, di ruolo difensore.

## Carriera

### Club
Rimasto orfano di padre all'età di sei anni, cresce nella Sampdoria (pur essendo genoano) e con la prima squadra gioca due campionati (1984-1985 e 1986-1987) con in mezzo una parentesi al Prato in prestito.
Passato nel 1987 al Parma, vi rimane per quattro stagioni conquistando la promozione in Serie A con i ducali. Passato al Milan per 6 miliardi di lire, con allenatore Fabio Capello, ottiene 17 presenze (con due scudetti e una Supercoppa) prima di passare in prestito al Napoli.
Dopo un'annata in Campania, nel 1994 passa sempre in prestito prima alla Fiorentina, dove rimane per pochi mesi prima di trasferirsi alla Reggiana, con cui retrocede in Serie B. Nel corso della stagione 1995-1996, iniziata lontano dai campi di gioco dopo il termine contrattuale con il Milan, è il primo italiano a fruire della sentenza Bosman ottenendo nel gennaio 1996 di trasferirsi al Bolton senza pagare alcun indennizzo alla società rossonera.
Dopo l'esperienza inglese, che conta anche il passaggio al Grimsby Town, passa allo Sturm Graz, in Austria, con cui conquista una coppa e un supercoppa austriaca in una stagione. Ritorna dunque in Italia a concludere la sua carriera in Serie C2 con la Triestina.

### Nazionale
Nel 1987 ottenne una convocazione con la Nazionale Under-21.

### Allenatore
Il 16 giugno 2016 viene ufficializzata la sua prima esperienza come allenatore al Brera Football Club, la "terza squadra di Milano", che ritrova il campionato di Eccellenza dopo l'acquisizione del titolo sportivo dell'A.C. Gessate 1975. Il 20 settembre 2016 si è dimesso.

## Statistiche

### Presenze e reti nei club
Statistiche aggiornate al termine della carriera.
| Stagione         | Squadra          | Campionato       | Campionato | Campionato | Coppe nazionali | Coppe nazionali | Coppe nazionali | Coppe continentali | Coppe continentali | Coppe continentali | Altre coppe | Altre coppe | Altre coppe | Totale | Totale |
| Stagione         | Squadra          | Comp             | Pres       | Reti       | Comp            | Pres            | Reti            | Comp               | Pres               | Reti               | Comp        | Pres        | Reti        | Pres   | Reti   |
| ---------------- | ---------------- | ---------------- | ---------- | ---------- | --------------- | --------------- | --------------- | ------------------ | ------------------ | ------------------ | ----------- | ----------- | ----------- | ------ | ------ |
| 1984-1985        | Sampdoria        | A                | 2          | 0          | CI              | 1               | 0               | -                  | -                  | -                  | -           | -           | -           | 3      | 0      |
| 1985-1986        | Prato            | C1               | 33         | 0          | CI-C            | ?               | ?               | -                  | -                  | -                  | -           | -           | -           | 33+    | 0+     |
| 1986-1987        | Sampdoria        | A                | 16         | 0          | CI              | 3               | 0               | -                  | -                  | -                  | -           | -           | -           | 19     | 0      |
| Totale Sampdoria | Totale Sampdoria | Totale Sampdoria | 18         | 0          |                 | 4               | 0               |                    | -                  | -                  |             | -           | -           | 22     | 0      |
| 1987-1988        | Parma            | B                | 34         | 2          | CI              | 7               | 0               | -                  | -                  | -                  | -           | -           | -           | 33     | 2      |
| lug.-set. 1988   | Cesena           | A                | 0          | 0          | CI              | 4               | 0               | -                  | -                  | -                  | -           | -           | -           | 4      | 0      |
| set. 1988-1989   | Parma            | B                | 29         | 0          | CI              | 0               | 0               | -                  | -                  | -                  | -           | -           | -           | 29     | 0      |
| 1989-1990        | Parma            | B                | 35         | 1          | CI              | 1               | 0               | -                  | -                  | -                  | -           | -           | -           | 36     | 1      |
| 1990-1991        | Parma            | A                | 34         | 0          | CI              | 2               | 0               | -                  | -                  | -                  | -           | -           | -           | 36     | 0      |
| Totale Parma     | Totale Parma     | Totale Parma     | 132        | 3          |                 | 10              | 0               |                    | -                  | -                  |             | -           | -           | 142    | 3      |
| 1991-1992        | Milan            | A                | 5          | 0          | CI              | 4               | 0               | -                  | -                  | -                  | -           | -           | -           | 9      | 0      |
| 1992-1993        | Milan            | A                | 11         | 0          | CI              | 4               | 0               | UCL                | 5                  | 0                  | SI          | 0           | 0           | 20     | 0      |
| Totale Milan     | Totale Milan     | Totale Milan     | 16         | 0          |                 | 8               | 0               |                    | 5                  | 0                  |             | 0           | 0           | 29     | 0      |
| 1993-1994        | Napoli           | A                | 33         | 1          | CI              | 2               | 0               | -                  | -                  | -                  | -           | -           | -           | 35     | 1      |
| lug.-set. 1994   | Fiorentina       | A                | 2          | 0          | CI              | 1               | 0               | -                  | -                  | -                  | -           | -           | -           | 3      | 0      |
| set. 1994-1995   | Reggiana         | A                | 17         | 0          | CI              | 1               | 0               | -                  | -                  | -                  | -           | -           | -           | 18     | 0      |
| gen.-mar. 1996   | Bolton           | PL               | 0          | 0          | FACup+CdL       | 0               | 0               | -                  | -                  | -                  | -           | -           | -           | 0      | 0      |
| mar.-giu. 1996   | Grimsby Town     | FD               | 1          | 0          | FACup+CdL       | 0               | 0               | -                  | -                  | -                  | -           | -           | -           | 1      | 0      |
| 1996-1997        | Sturm Graz       | FD               | 14         | 1          | CA              | 2               | 0               | CdC                | 1                  | 0                  | SA          | 0           | 0           | 17     | 1      |
| 1997-1998        | Triestina        | C1               | 14         | 0          | CI-C            | ?               | ?               | -                  | -                  | -                  | -           | -           | -           | 14+    | 0+     |
| 1998-1999        | Triestina        | C1               | 14         | 0          | CI-C            | ?               | ?               | -                  | -                  | -                  | -           | -           | -           | 14+    | 0+     |
| Totale Triestina | Totale Triestina | Totale Triestina | 28         | 0          |                 | ?               | ?               |                    | -                  | -                  |             | -           | -           | 28+    | 0+     |
| Totale carriera  | Totale carriera  | Totale carriera  | 294        | 5          |                 | 32+             | 0+              |                    | 6                  | 0                  |             | 0           | 0           | 332+   | 5+     |

### Statistiche da allenatore
Statistiche aggiornate al 20 settembre 2016.
| Stagione       | Squadra | Campionato | Campionato | Campionato | Campionato | Campionato | Coppe nazionali | Coppe nazionali | Coppe nazionali | Coppe nazionali | Coppe nazionali | Coppe continentali | Coppe continentali | Coppe continentali | Coppe continentali | Coppe continentali | Altre coppe | Altre coppe | Altre coppe | Altre coppe | Altre coppe | Totale | Totale | Totale | Totale | % Vittorie |
| Stagione       | Squadra | Comp       | G          | V          | N          | P          | Comp            | G               | V               | N               | P               | Comp               | G                  | V                  | N                  | P                  | Comp        | G           | V           | N           | P           | G      | V      | N      | P      | %          |
| -------------- | ------- | ---------- | ---------- | ---------- | ---------- | ---------- | --------------- | --------------- | --------------- | --------------- | --------------- | ------------------ | ------------------ | ------------------ | ------------------ | ------------------ | ----------- | ----------- | ----------- | ----------- | ----------- | ------ | ------ | ------ | ------ | ---------- |
| lug.-set. 2016 | Brera   | Ecc.       | 3          | 0          | 0          | 3          | CI-D            | 2               | 0               | 0               | 2               | -                  | -                  | -                  | -                  | -                  | -           | -           | -           | -           | -           | 5      | 0      | 0      | 5      | &0,00      |

## Palmarès

### Club
- Campionato italiano: 2

Milan: 1991-1992, 1992-1993
- Coppa Italia: 1

Sampdoria: 1984-1985
- Supercoppa italiana: 1

Milan: 1992
- Coppa d'Austria: 1

Sturm Graz: 1996-97
- Supercoppa d'Austria: 1

Sturm Graz: 1996

### Nazionale
- Campionati mondiali militari di calcio: 1

Arezzo 1987